# À nous la liberté
Viva la libertad (A Nous la Liberté) es una película francesa dirigida por René Clair en 1931.

## Sinopsis
El film arranca con dos amigos en la cárcel, que intentan fugarse. Uno lo logra y ya libre se convierte en un tipo rico, dueño de una fábrica; mientras que el otro debe cumplir su condena, y una vez en la calle apenas logra que su antiguo compañero le acoja. Finalmente prevalecerá la amistad, por encima de los intereses puramente materiales. 

## Comentario
Segundo film sonoro de René Clair, que se muestra muy crítico con la deshumanización típica de la era industrial. La película inspiró a Charles Chaplin y sus Tiempos modernos -piénsese en las escenas de la cadena de montaje-, hasta el punto de que el ministro de propanganda nazi Joseph Goebbels impulsó una demanda por plagio que no prosperó, gracias en gran medida al propio Clair, que se sentía feliz de haber influido en el gran cómico.
En cualquier caso, lo sobresaliente del film de Clair es su musicalidad, un ritmo asombroso, al servicio de una pequeña gran parábola sobre las cosas que verdaderamente importan en la vida.
- Datos: Q580849